# Giovanni Battista Tolomei
Pour les articles homonymes, voir Tolomei (homonymie).
Giovanni Battista Tolomei, né le 3 décembre 1653 à Gamberaia entre Pistoia et Florence, dans le grand-duché de Toscane et décédé le 19 janvier 1726 à Rome, est un prêtre jésuite italien, orientaliste, philosophe et théologien. Il est fait cardinal en 1712, sans recevoir la consécration épiscopale.

## Biographie
Lorsqu’il entre au noviciat des jésuites le 18 février 1673, Giovanni Battista Tolomei a déjà étudié le droit à Pise, la philosophie à Rome et la théologie également à Pise. Il serait entré plus tôt chez les Jésuites si son père ne s’y était pas opposé.
Il enseigne quelque temps à Raguse (aujourd'hui Dubrovnik), mais est bientôt transféré à Rome, où il donne des conférences sur l’Écriture sainte tous les dimanches dans l’église du Gesù. Doué pour les langues, il est un remarquable polyglotte connaissant une dizaine de langues, dont plusieurs orientales : l’arabe, l’araméen biblique, l'hébreu et le syriaque. 

### Carrière à Rome
À l’âge de 35 ans il est nommé procureur général de la Compagnie de Jésus, ce qui le met en contact fréquent avec le Saint-Siège. Sa connaissance des langues lui est alors d’une grande utilité. Cinq ans plus tard il occupe la chaire de philosophie au Collège Romain. Fidèle aux principes aristotéliciens, il est cependant ouvert aux découvertes de son temps dans les sciences naturelles, sur lesquelles il aide à réfléchir. Cette approche moderne lui obtient un grand succès auprès des étudiants.
Professeur au Collège Romain, il publie son œuvre magistrale, le Philosophia Mentis et Sensuum..., (en 1696), un cours complet de philosophie et de sciences naturelles et physiques. L'ouvrage est remarqué par Leibniz. Il s’ensuit une correspondance entre les deux hommes de science. Leibniz le félicite lorsque Tolomei est fait cardinal.
Plus tard il occupe la chaire de théologie au même collège romain. Il y renouvelle le cours d’apologétique qui avait rendu célèbre Robert Bellarmin ; il ne craint pas les controverses. Concomitamment il est recteur de ce même collège et ensuite du Collège germanique (résidence des séminaristes de langue allemande). Il est consulteur aux deux Congrégations des Rites et de l’Index. Il est examinateur canonique des évêques.

### Cardinal et conseiller
Le pape Clément XI le crée cardinal lors du consistoire du 18 mai 1712. Tolomei obtient cependant de ne rien devoir changer aux habitudes religieuses qui sont les siennes. Il continue à vivre comme simple prêtre, en communauté avec ses confrères jésuites, et garde la simple chambre qu’il occupe au collège germanique. 
Il est un des principaux conseillers théologiques de Clément XI, en particulier dans la condamnation des erreurs de Pasquier Quesnel et du jansénisme (la bulle Unigenitus) et lors de la grave controverse dite des Rites chinois. Le cardinal Tolomei est camerlingue du Sacré Collège de 1720 à 1723.
Il participe au conclave de 1721 (élection du pape Innocent XIII) et au conclave de 1724 (élection de Benoît XIII). 
Homme profondément religieux, Tolomei prépare également un petit opuscule de Prières pour une bonne mort, qui a un grand succès et connait de nombreuses réimpressions. Il meurt le 17 janvier 1726 à Rome et est enterré dans l’église Saint-Ignace, qui est en fait l’église du Collège Romain.

### Sources
- Contuccio Contucci, Oratio habita in funere Eminentissimi, ac Reverendissimi Joannis Baptistae Card. Ptolomaei Prid. kal. Februarii MDCCXXVI. in aula maxima Collegii Romani, coram Eminentissimis S. R. E. Cardinalibus, Romae, ex Typographia Hieronymi Mainardi, 1726 ;
- P.M. Salomoni, « Elogio di Giovambattista Tolomei, della Compagnia di Gesù, prete cardinale del titolo di S. Stefano Rotondo su ’l monte Celio », Giornale de’ letterati d’Italia, vol. XXXVIII, no 1,‎ 1727, p. 1-98 ;
- Carlos Sommervogel, Bibliothèque de la Compagnie de Jésus, vol. VIII, Bruxelles-Paris, 1898, p. 86-89 ;
- Gaston Sortais, Histoire de la philosophie ancienne. Antiquité classique - Epoque patristique - Philosophie médiévale - Renaissance, Paris, Lethielleux, 1912, p. 429-431 ;
- Jerome Aixala, Black and Red S.J. : A Study in Ecclesial Service from Trent to Vatican II, Bombay, 1968 ;
- Ramón Ceñal, « El argumento ontológico de la existencia de Dios en la escolástica de los siglos XVII y XVIII », Homenaje a Xavier Zubiri, Madrid,‎ 1970, p. 276-282 ;
- Sven K. Knebel, « Die früheste Axiomatisierung des Induktionsprinzips: Pietro Sforza Pallavicino SJ (1607-1667) », Salzburger Jahrbuch für Philosophie, vol. 41,‎ 1996, p. 125-126 ;
- Ugo Baldini, Saggi sulla cultura della Compagnia di Gesù (secoli XVI-XVIII), Padoue, CLUEP, 2000, p. 265, 268, 271, 276, 287 ;
- Jacob Schmutz, « L'existence de l'ego comme premier principe métaphysique avant Descartes », dans Olivier Boulnois, Généalogies du sujet. De saint Anselme à Malebranche, Paris, Vrin, 2007, 256-257, 267-268.